# 하늘나라 우리님
《하늘나라 우리님》은 대한민국의 록 밴드 송골매가 1985년 4월 10일에 발표한 다섯 번째 정규 음반이다. 이 음반은 멤버 구창모의 탈퇴 이후 발표된 작품으로, 배철수가 기타와 보컬을 동시에 맡아 새로운 음악적 색깔을 시도한 시기의 작품이다.
타이틀곡 〈하늘나라 우리님〉은 한국적 정서를 바탕으로 한 감성적인 가사와 멜로디로 대중적인 인기를 끌었다. 당시의 사회 분위기와 맞물려 많은 이들의 공감을 자아냈으며, 송골매의 음악적 성숙함을 엿볼 수 있는 대표적인 곡 중 하나로 평가된다.
음반 전체적으로는 록을 기반으로 한 다양한 실험이 엿보이며, 발라드적인 요소와 사회적 메시지가 조화를 이루고 있다. 특히 음반의 후반부에 수록된 곡들에서는 전통적인 감성에 현대적인 해석을 가미한 송골매 특유의 색깔이 잘 드러난다.
이 음반은 지구레코드에서 발매되었으며, 송골매의 음악적 변화를 상징하는 전환점으로도 자주 언급된다. 또한 이후 송골매의 해체와 각 멤버들의 솔로 활동으로 이어지는 흐름에서 중요한 위치를 차지한다.

## 배경
《하늘나라 우리님》은 송골매의 음악적 실험과 변화가 집약된 작품이다. 이전 음반들에서 보여준 경쾌하고 리드미컬한 록 사운드와 달리, 보다 진지하고 서정적인 분위기가 강조되었다. 이 변화는 멤버 교체와 시대적 배경, 그리고 청중의 감성 변화와도 관련이 있다.
타이틀곡 〈하늘나라 우리님〉은 두 가지 버전으로 수록되어 있으며, 각각 다른 편곡과 감정선을 담고 있다. 이는 하나의 주제를 다양한 음악적 접근으로 풀어내려는 시도로 해석된다.

### 구창모의 탈퇴
구창모는 1984년 송골매를 탈퇴하였다. 그는 탈퇴 이유에 대해 “멤버 6명이 수익금을 나눠가졌기 때문에 혼자 돈을 갖고 싶은 마음도 있었다”고 밝혔으며, 배철수와의 갈등도 탈퇴의 원인 중 하나였다고 언급하였다. 이후 배철수의 인간적인 배려로 화해할 수 있었다고 전했다.

## 커버 아트
《하늘나라 우리님》의 음반 커버는 멤버들의 얼굴을 중심으로 구성된 연필 스케치 형식의 일러스트로, 당시 다른 록 음반들과 차별화된 정서적 분위기를 자아낸다. 흑백에 가까운 채도로 표현된 이 커버 아트는 밴드의 내면적, 감성적 변화를 시각적으로 상징한다는 해석도 있다.
커버에 등장하는 인물들은 당시 활동하던 멤버들로 추정되나, 정확한 인물 식별 정보는 공식적으로 공개되어 있지 않다. 다만 해당 시기 송골매 멤버는 다음과 같다.
- 배철수 – 보컬, 기타
- 김정선 – 기타
- 이봉환 – 베이스
- 하성호 – 드럼
- 이건우 – 키보드

이 중 일부 또는 전원이 커버 일러스트에 등장한 것으로 보인다. 커버 아트의 작가나 일러스트레이터에 대한 정보 또한 명확히 알려져 있지 않으며, 원본 LP의 라이너 노트나 제작 기록에서도 해당 사항은 확인되지 않는다.

## 영향
《하늘나라 우리님》은 1980년대 한국 록 음악의 흐름 속에서 중요한 작품 중 하나로 평가된다. 대중성과 음악성을 동시에 지닌 이 음반은 록 음악이 다양한 감정을 표현할 수 있음을 보여주었고, 이후 발라드와 록의 결합에 영향을 주었다.

## 평가
| 전문가 평가 | 전문가 평가 |
| 평가 점수   | 평가 점수   |
| 출처        | 점수        |
| ----------- | ----------- |
| weiv        | 부정적      |
| IZM         | 긍정적      |

《하늘나라 우리님》은 송골매의 음악적 전환점을 보여주는 작품으로 평가받는다. 이 음반은 이전의 경쾌한 록 사운드에서 벗어나 보다 서정적이고 실험적인 접근을 시도하였다. 타이틀곡 〈하늘나라 우리님〉은 한국적 정서를 바탕으로 한 감성적인 가사와 멜로디로 대중적인 인기를 끌었으며, 이러한 변화는 1980년대 중반의 사회 분위기와 맞물려 많은 이들의 공감을 자아냈다.
그러나 일부 평론가들은 이 음반이 송골매의 기존 음악적 에토스를 이어가지 못했다고 지적한다. 음악 전문 웹진 weiv는 송골매 후기 라인업이 발매한 음반들이 "상업적으로 그리고 무엇보다 음악적으로 저조한 결과를 낳았다"고 평가하며, 《하늘나라 우리님》 역시 그 연장선에 있는 작품으로 보았다.
또한, 음악 웹진 IZM은 송골매의 음악이 세월을 견뎌내는 힘이 있음을 강조하며, 《하늘나라 우리님》이 그들의 대표적인 히트곡 중 하나로 자리매김했다고 평가하였다.

## 곡 목록
| #  | 제목                        | 작사·작곡      | 재생 시간 |
| -- | --------------------------- | -------------- | --------- |
| 1. | 〈하늘나라 우리님 I〉       | 이응수, 라원주 | 3:04      |
| 2. | 〈사랑은 기쁨 그리고 슬픔〉 | 배철수         | 3:30      |
| 3. | 〈여의도 광장〉             | 이응수, 김정선 | 3:48      |
| 4. | 〈노래〉                    | 이응수, 배철수 | 3:01      |
| 5. | 〈사랑의 꼭두각시〉         | 이응수, 김정선 | 3:30      |

| #  | 제목                   | 작사·작곡      | 재생 시간 |
| -- | ---------------------- | -------------- | --------- |
| 1. | 〈찬란한 순간〉        | 이응수, 라원주 | 3:54      |
| 2. | 〈사랑하는 마음〉      | 이응수, 김정선 | 3:40      |
| 3. | 〈하늘나라 우리님 II〉 | 이응수, 김정선 | 2:47      |
| 4. | 〈어쩌다 한번은〉      | 이응수, 라원주 | 2:18      |
| 5. | 〈마라도〉             | 이응수, 라원주 | 2:32      |